# Tilred
Tilred est un prélat anglo-saxon du début du Xe siècle. Il est évêque de Chester-le-Street (Lindisfarne) pendant une dizaine d'années entre 915 et 925 environ.

## Biographie
La Historia de sancto Cuthberto indique que Tilred est abbé de Heversham à l'époque où Cuthheard est évêque de Lindisfarne. Il fait l'acquisition d'un domaine situé à Iodene (probablement Castle Eden) et en fait don à la communauté monastique de Lindisfarne. En échange, il obtient d'être nommé abbé de Norham. Faute de précisions, on ignore s'il reste abbé de Heversham ou s'il abandonne son ancienne abbaye pour se réfugier à Norham, peut-être sous la pression des Vikings d'Irlande.
Tilred succède à Cuthheard comme évêque de Lindisfarne vers 915, peut-être en 918. Il meurt vers 925 et Wigred lui succède.